# کیتلین مدریک
کیتلین مدریک (انگلیسی: Caitlynne Medrek؛ زادهٔ ۱۹ نوامبر ۱۹۸۹) صداپیشه، بازیگر و خواننده اهل کانادا است.
از فیلم‌ها و مجموعه‌های تلویزیونی وی می‌توان به آرتور، جهنم متحرک، فارگو و احیای قهرمان اشاره کرد.